# Andrée Dayez
Andrée Dayez – francuska judoczka. Brązowa medalistka mistrzostw Europy w 1976. Wicemistrzyni Francji w 1976, 1977, 1978, 1981 i 1982 roku.